# Kulturní a sociální antropologie
Kulturní a sociální antropologie je společenská věda, která se zabývá lidskými kulturami, jejich vznikem a vývojem, srovnáváním různých kultur a významem kultury pro člověka. Na rozdíl od sociologie však vychází od jednotlivce a klade důraz na to, jak lidé svým kulturám a společnostem sami rozumějí. Proto se zajímá také o historii a místní tradice.

## Název oboru
Název kulturní antropologie, který se užívá hlavně v USA, vznikl v souvislosti se srovnávacím studiem archaických či domorodých společností v 19. století, zejména v tehdejších koloniích. Tyto společnosti poskytovaly bohatý a velmi rozmanitý materiál, jehož sbíráním se zabývala etnografie či národopis. Pro srovnávací studium kultur a hledání společných rysů se užívá v Evropě i název etnologie. Se zánikem koloniálního systému od poloviny 20. století se zájem badatelů začal obracet i k současným společnostem, mimo jiné proto, že „primitivní“ společnosti rychle mizely. Ve Velké Británii se proto ujal název sociální antropologie, který zdůrazňuje právě antropologické studium společností moderních. V současné době znamená „kulturní antropologie“ a „sociální antropologie“ prakticky totéž a někdy se mluví o kulturně-sociální antropologii.

## Metody
Kulturní a sociální antropologie chce zkoumat člověka v jeho kultuře a společnosti. Kulturu i společnost však pokládá za historický výtvor jisté lidské skupiny a snaží se je tudíž nejen popsat, ale také pochopit pokud možno tak, jak ji chápou členové zkoumané skupiny. Základem antropologického zkoumání je proto terénní výzkum: dlouhodobý pobyt ve zkoumaném prostředí, rozhovory s místními lidmi (pokud možno bez tlumočníka), zúčastněné pozorování, které se snaží vyhnout vlastním předsudkům a pochopit zkoumané prostředí v jeho odlišnosti.
Tuto snahu rozumět a chápat lidi jiných kultur vyvinuli nejprve misionáři, kteří se sice snažili domorodce obrátit na křesťanství a změnit jejich zvyky, potřebovali se však s nimi domluvit a pobývali mezi nimi mnoho let. Přitom nasbírali množství cenného materiálu, na nějž pak navázali i jiní cestovatelé a badatelé. Metodu primárního antropologického zkoumání v pralesích Jižní Ameriky vzorně předvádí například Pierre Clastres, Kronika indiánů Guayakí.
Metody, jež přitom antropologové vyvinuli, se však ukázaly jako velmi užitečné i pro zkoumání společností současných, zejména pro studium menšin, okrajových skupin, ale i pro výzkum chování nebo lidských preferencí v současných rozvinutých společnostech vůbec. Dnes se proto používají pro výzkum v oblasti migrace, integrace menšin a přistěhovalců, i pro prevenci různých nebezpečných společenských tendencí, jako je xenofobie, fundamentalismus nebo rasismus.
Metody kulturní antropologie jsou však kritizovány v přístupu evoluční psychologie

## Témata

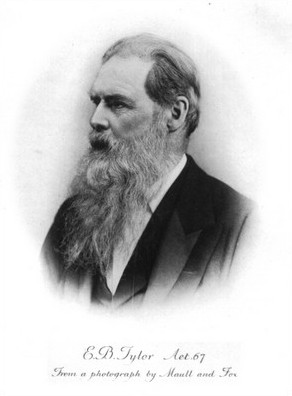
E. B. Tylor (1832-1917)

Standardní učebnice kulturní a sociální antropologie zpravidla zahrnují tato hlavní témata:
- člověk a společnost, kultura a socializace;
- společenské systémy, status a role;
- rodina a příbuzenství, příbuzenské systémy;
- prostředí a hospodaření, ekonomie a směna;
- jazyk a společnost, sociolingvistika;
- společenský řád a autorita, moc ve společnosti;
- svátky, rituály a náboženství.[3]

## Hlavní školy

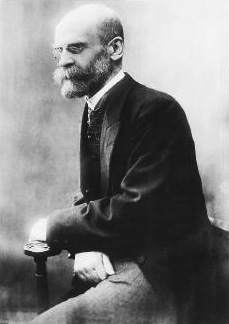
Émile Durkheim (1858-1918)

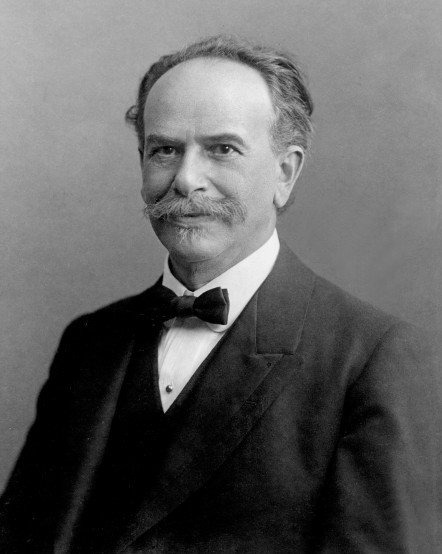
Franz Boas (1858-1942)

Zakladatelé kulturní a sociální antropologie se snažili nasbíraný etnografický materiál utřídit a nalézt v něm hlavní vývojovou tendenci lidských společností vůbec. V návaznosti na osvícenské teorie pokroku, na Charlese Darwina a Herberta Spencera rozlišili tři stadia společenského vývoje, divošství, barbarství a civilizaci. Tento směr se nazývá evolucionismus (Herbert Spencer, Lewis Henry Morgan, Edward Burnett Tylor, James George Frazer). Jakkoli bylo toto zkoumání pro antropologii významné, nedokázalo patřičně respektovat rozmanitost společností a kultur, zejména nebralo ohled na rozdíly v prostředí a podmínkách, v nichž jednotlivé kultury vznikaly.
Na to reagoval difusionismus, který odmítl jednoduchou představu lineárního pokroku a zdůraznil význam kulturních přenosů, šíření jednotlivých společenských jevů či kulturních prvků migrací a nápodobou (Franz Ratzel, Leo Frobenius, Franz Boas). Empirickou stránku antropologického bádání vyzvedl také funkcionalismus (Émile Durkheim, Bronislaw Malinowski, Radcliffe-Brown), který se zajímal o praktické fungování různých společností, na praktický význam různých příbuzenských, náboženských a ekonomických institucí pro život dané společnosti. Funkcionalistický výklad se tedy ptá po smyslu a účelu jednotlivých zvyků, pravidel i obřadů.
Celkovou povahu každé kultury, provázanost jejích prvků zdůraznil americký konfiguracionismus (Alfred Louis Kroeber, Ruth Benedictová, Clyde Kluckhohn): každou kulturu charakterizuje určitá konfigurace či vzorec (pattern), který podstatně ovlivňuje všechny její prvky. Význam společenských stránek kultury a výchovy proti biologickému determinismu vyzvedla škola osobnosti a kultury, inspirovaná rovněž F. Boasem (Margaret Meadová, Ralph Linton), kterou pod vlivem psychoanalýzy S. Freuda obohatil Abram Kardiner a Cora DuBois.
Jinou reakcí na čistě analytické postupy byl francouzský strukturalismus (Claude Lévi-Strauss), který zdůrazňuje celkový charakter každé kultury a zkoumá strukturní podobnosti mezi nimi. Kultura znamená také pořádání zkušenosti, vytváření kategorií a systémů. Podobně postupuje s využitím myšlenek sémiotiky i symbolická antropologie (Louis Dumont, Victor Turner, Mary Douglasová, Clifford Geertz). Vlivy prostředí zdůraznila kulturní ekologie (Alfred Louis Kroeber, Roy Abraham Rappaport), význam společenských tříd a adaptace na hmotné podmínky sleduje kulturní materialismus (Marvin Harris) a neoevolucionismus.